# Charleston (New York City)

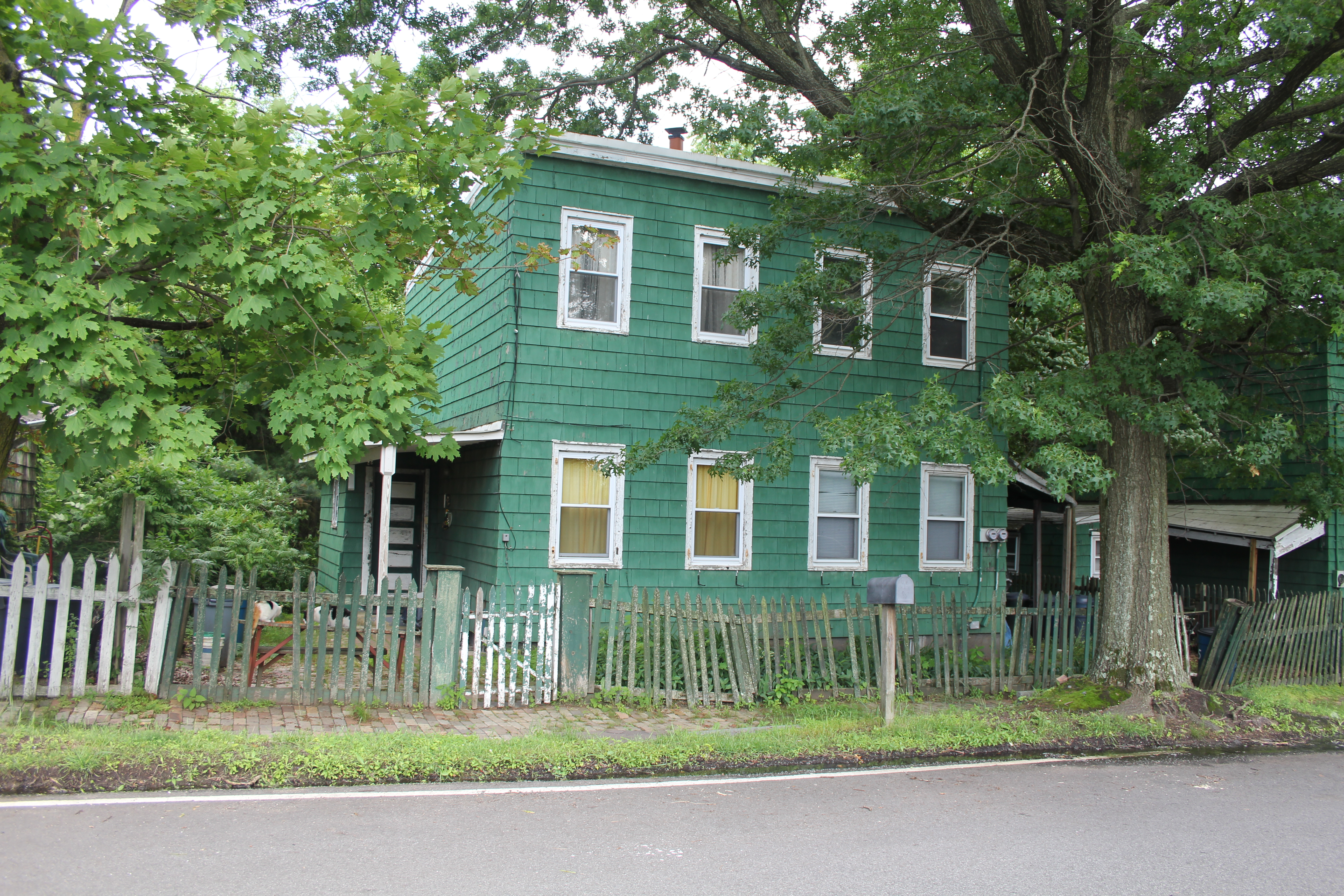
Kreischerville Workersʼ Houses, 4 Zweifamilienhäuser in der 71–73, 75–77, 81–83 und 85–87 Kreischer Street in Charleston, Staten Island, New York City. Erbaut um 1890 für die Arbeiter der nahe gelegenen Kreischer-Ziegelfabrik.

Charleston ist ein Stadtviertel im Südwesten des Stadtbezirks (Borough) Staten Island, New York City.

## Lage
Charleston liegt nahe der Arthur Kill-Wasserstraße und ist von Pleasant Plains, Richmond Valley und Rossville umgeben. Das Viertel zeichnet sich durch eine Mischung aus Wohngebieten, Einkaufszentren und Naturflächen aus.

## Demografie
Charleston zählte 2023 etwa 35.000 Einwohner. Die Bevölkerung ist fast gleichmäßig zwischen Männern und Frauen verteilt, mit einem Medianalter von 42 Jahren. Rund 80 % der Bewohner sind in den USA geboren. Besonders auffällig ist der hohe Anteil an Menschen mit italienischer Abstammung, der bei etwa 35 % liegt. Die italienisch-amerikanische Community hat einen starken Einfluss auf Kultur und Gastronomie im Stadtteil.